# Çaydibi, Taşova
Çaydibi là một thị trấn thuộc huyện Taşova, tỉnh Amasya, Thổ Nhĩ Kỳ.